# Eeyeekalduk
Eeyeekalduk was volgens de Inuit-mythologie de geest van de medicijnen en de goede genezing. Er ging een genezende straling van zijn ogen uit. Wie bij ziekte oogcontact met hem maakte, werd weer beter. Maar als iemand hem aankeek terwijl je gezond was, gebeurde het omgekeerde, dan werd diegene ziek.